# Thyene aperta
Thyene aperta är en spindelart som först beskrevs av Peckham, Peckham 1903.  Thyene aperta ingår i släktet Thyene och familjen hoppspindlar. Inga underarter finns listade i Catalogue of Life.